# لاري ويلدون
لاري ويلدون (بالإنجليزية: Larry Weldon)‏ هو لاعب كرة قدم أمريكية أمريكي، ولد في 24 يونيو 1915 في سمتر في الولايات المتحدة، وتوفي في 17 أغسطس 1990 في فرجينيا بيتش في الولايات المتحدة.

## وصلات خارجية
- لاري ويلدون على موقع مرجع كرة القدم المحترفة.كوم (الإنجليزية)